# Wadi Taurira
Wadi Taurira (arab. وادى تاوريرة; fr. Oued Taourira)  – jedna z 52 gmin w prowincji Sidi Bu-l-Abbas, w Algierii, znajdująca się w środkowej części prowincji, około 52 km na południowy wschód od Sidi Bu-l-Abbas. W 2008 roku gminę zamieszkiwało 3980 osób. Numer statystyczny gminy w Office National des Statistiques d'Algérie to 2231.